# Dickcissel d'Amérique
Spiza americana
Genre
Espèce
Répartition géographique
- Aire de nidification
- Aire de nidification (peu commun)
- Voie migratoire
- Aire d'hivernage
- Aire d'hivernage (peu commun)

Statut de conservation UICN

 LC  : Préoccupation mineure
Le Dickcissel d'Amérique (Spiza americana) est une espèce de passereaux de la famille des Cardinalidae, seul représentant du genre Spiza.

## Répartition
Cet oiseau d'Amérique du Nord migre en Amérique du Sud. Il a été aperçu jusqu'en Guyane française en 2016, ce qui le fait rentrer dans la liste des oiseaux de ce département d'outre-mer. 

## Description
Son dos est brun avec des rayures noire tandis que son ventre est pâle. Ses ailes sont noires. Sa poitrine est jaune avec une tache noire.
Il porte une couronne grise. Ses joues sont également grises. Il a une moustache et une ligne jaune au-dessus des yeux. Il a une tache rousse sur les épaules. Son menton est blanc, et le bec est pâle, large et pointu.